# Peloptulus laticuspidatus
Peloptulus laticuspidatus är en kvalsterart som först beskrevs av Ewing 1909.  Peloptulus laticuspidatus ingår i släktet Peloptulus och familjen Phenopelopidae. Inga underarter finns listade i Catalogue of Life.